# Stazione di Haydarpaşa
La Stazione di Haydarpaşa (in turco Haydarpaşa Garı) è una stazione ferroviaria di Istanbul. Fino al 2012 la stazione era un importante snodo ferroviario interurbano, regionale e per pendolari, nonché la stazione ferroviaria più trafficata della Turchia. Haydarpaşa, insieme alla stazione di Sirkeci (dall'altra sponda del Bosforo), sono i due terminal ferroviari interurbani e pendolari di Istanbul. Dal 19 giugno 2013 al 2018, tutti i servizi ferroviari per la stazione sono stati sospesi a causa della riabilitazione della linea esistente per la nuova linea ferroviaria per pendolari di Marmaray. L'edificio della stazione ospita ancora la sede del Distretto 1 delle Ferrovie dello Stato.
L'edificio della stazione, costruito nel 1909 dalla Ferrovia Anatolica (CFOA) come capolinea occidentale delle ferrovie di Baghdad e dell'Hedjaz, è diventato un simbolo di Istanbul e della Turchia ed è famoso in tutto il Medio Oriente.
Haydarpaşa è situata su un terrapieno sul Bosforo appena a sud del porto di Haydarpaşa e si trova leggermente a nord del centro di Kadıköy. Fino alla sospensione del servizio ferroviario, il servizio di traghetto era disponibile per Eminönü, Karaköy e Kadıköy dal molo dei traghetti della stazione.
La chiusura della stazione è stata oggetto di molte polemiche poiché non era chiaro se Haydarpaşa sarebbe stata riaperta al servizio ferroviario una volta completato il progetto del Marmaray. Sono emerse affermazioni secondo cui il governo turco stava progettando di vendere la storica stazione ferroviaria insieme al porto e trasformarla in una residenza/resort di lusso. Dopo la chiusura, un gruppo formato pubblicamente e noto come La Solidarietà di Haydarpaşa (in turco Haydarpaşa Dayanışması) ha organizzato sit-in ogni settimana davanti alla stazione, per protestare contro la chiusura. Nel dicembre 2015 è stata approvata l'integrazione della stazione di Haydarpaşa nella rete Marmaray insieme al restauro e alla riabilitazione dell'edificio della stazione e delle piattaforme. Da allora, Haydarpaşa è stata riportata sulle mappe ferroviarie ufficiali di Istanbul.

## Storia

### Epoca ottomana (1872-1922)
Istanbul era la capitale dell'Impero ottomano e la città più grande dell'impero. Istanbul era anche un importante centro economico e culturale ma non aveva collegamenti ferroviari. Di conseguenza nel 1871 il sultano Abdül Aziz ordinò la costruzione di una linea ferroviaria da Haydarpaşa a İzmit. La stazione di Haydarpaşa fu aperta nel 1872, quando la ferrovia raggiunse Gebze. Nel 1888 la Ferrovia Anatolica (CFOA) rilevò la linea e la stazione. Poiché la stazione era stata costruita vicino al Bosforo, i treni merci sarebbero stati scaricati a Haydarpaşa e il carico sarebbe stato trasferito alle navi. La stazione di Haydarpaşa vide il suo primo servizio passeggeri regolare nel 1890: un treno giornaliero da Haydarpaşa a İzmit. Nel 1892 lo CFOA costruì una linea per Ankara e poco dopo un treno giornaliero collegava le due città.

Sala interna nel terminal di Haydarpaşa.

Haydarpaşa fu scelta per essere il capolinea settentrionale della ferrovia di Baghdad e della ferrovia dell'Hegiaz nel 1904 e, con l'aumento del traffico ferroviario, fu necessario un nuovo e più grande edificio. La Ferrovia Anatolica assunse due architetti tedeschi, Otto Ritter e Helmut Conu, per costruire il nuovo edificio. Scelsero una struttura neoclassica e la costruzione iniziò nel 1906. La sua fondazione è basata su 1100 pali di legno, ciascuno di 21 metri di lunghezza, spinti nella melmosa riva da un martello a vapore. Gli scalpellini tedeschi e italiani realizzarono gli abbellimenti della facciata del terminal. Gli ingegneri e gli artigiani tedeschi che lavorarono al cantiere dell'edificio stabilirono un piccolo quartiere tedesco a Yeldeğirmeni di Kadıköy. La nuova struttura pseudo-castello fu completata il 19 agosto 1909. Il nuovo terminal fu inaugurato il 4 novembre 1909 per l'anniversario di Mehmed V. Il nuovo terminal fu costruito su un terreno bonificato al mare. La prima guerra mondiale scoppiò nel 1914 e l'Impero ottomano si schierò con gli Imperi centrali contro gli Alleati. Gli ottomani persero la guerra e Istanbul fu conquistata dall'Impero britannico. Haydarpaşa fu sotto un forte controllo militare da parte degli inglesi durante l'occupazione.

### Epoca repubblicana (1923-oggi)

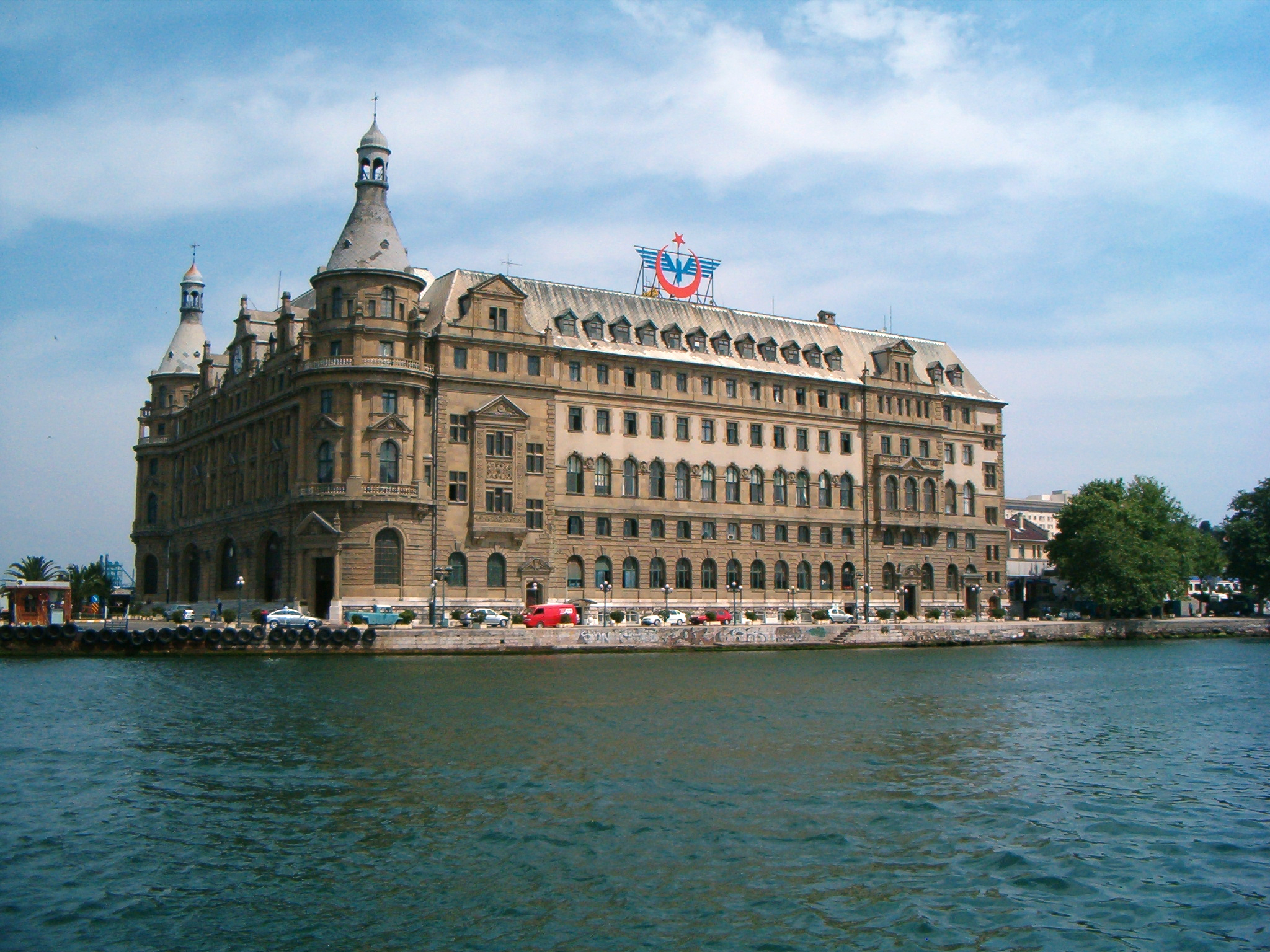
Terminal di Haydarpasa nel 2007.

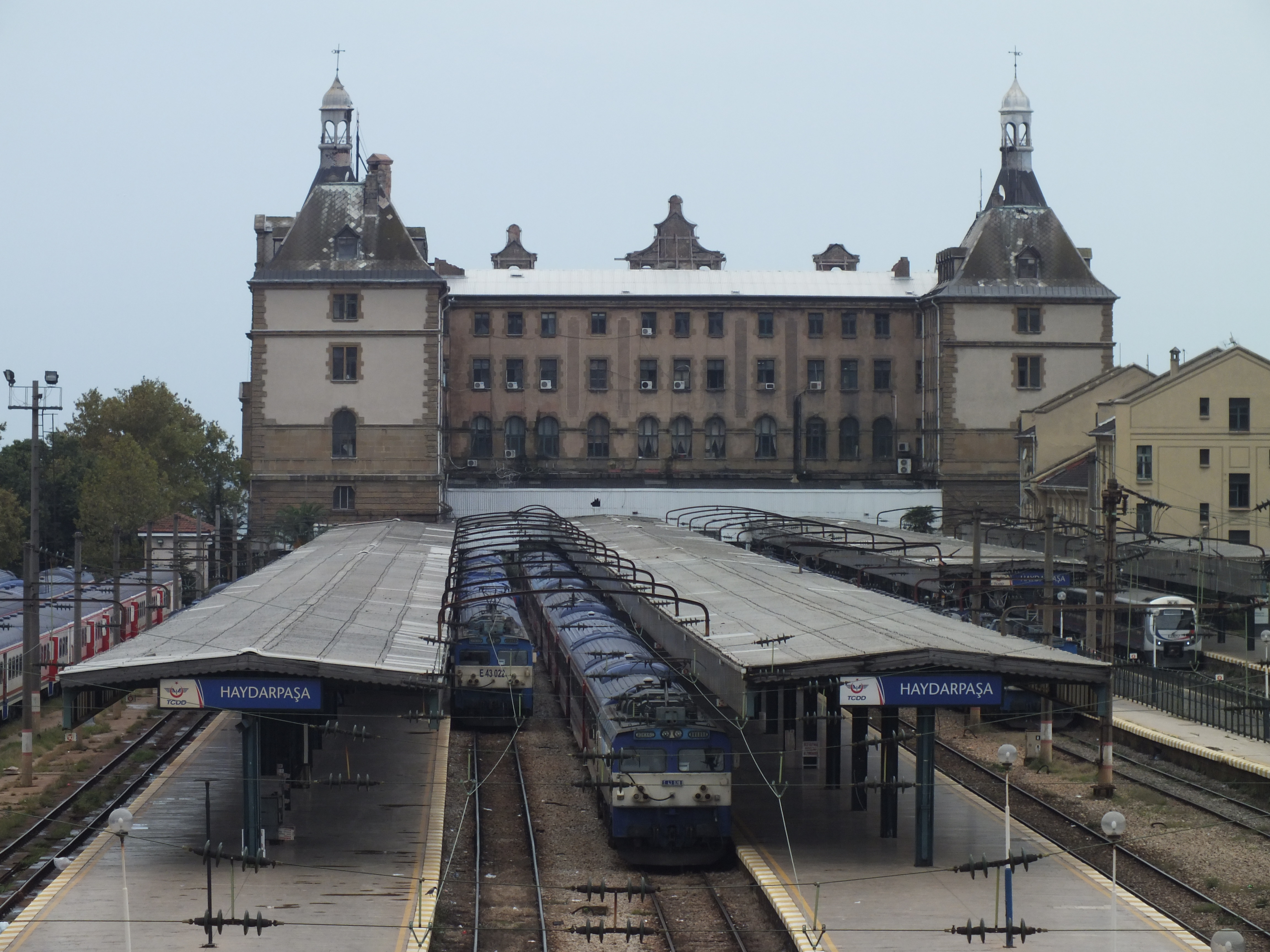
Treni Intercity alla stazione di Haydarpasa nel 2012.

La guerra d'indipendenza turca terminò il 29 ottobre 1923. Fu istituita la Repubblica di Turchia e l'Impero britannico si ritirò da Istanbul. Il terminal di Haydarpaşa era ancora sotto il controllo dello CFOA, ma nel 1927 le neonate Ferrovie dello Stato turche rilevarono lo CFOA e il terminal, nel tentativo di nazionalizzare tutte le ferrovie turche. Nel 1927 la CIWL avviò un servizio ferroviario di prim'ordine da Haydarpaşa ad Ankara: l'Anatolia Express. Questo treno notturno viaggiava ogni giorno tra le due città. Nel 1938 l'Express Orientale entrò in servizio da Haydarpaşa alla città turca orientale di Kars, a una distanza di 1 994 km (1 239 mi). Con il completamento della ferrovia di Baghdad a Baghdad, il famoso Taurus Express entrò in servizio nel 1940 da Haydarpaşa a Baghdad, una distanza di 2 566 km (1 594 mi). Nel 1965 il Trans-Asia Express entrò in servizio da Haydarpaşa a Teheran, una distanza di 3 059 km (1 901 mi). Nel 1969 i binari da Haydarpaşa a Gebze furono elettrificati con catenaria da 25 kV AC per la linea Haydarpaşa-Gebze.

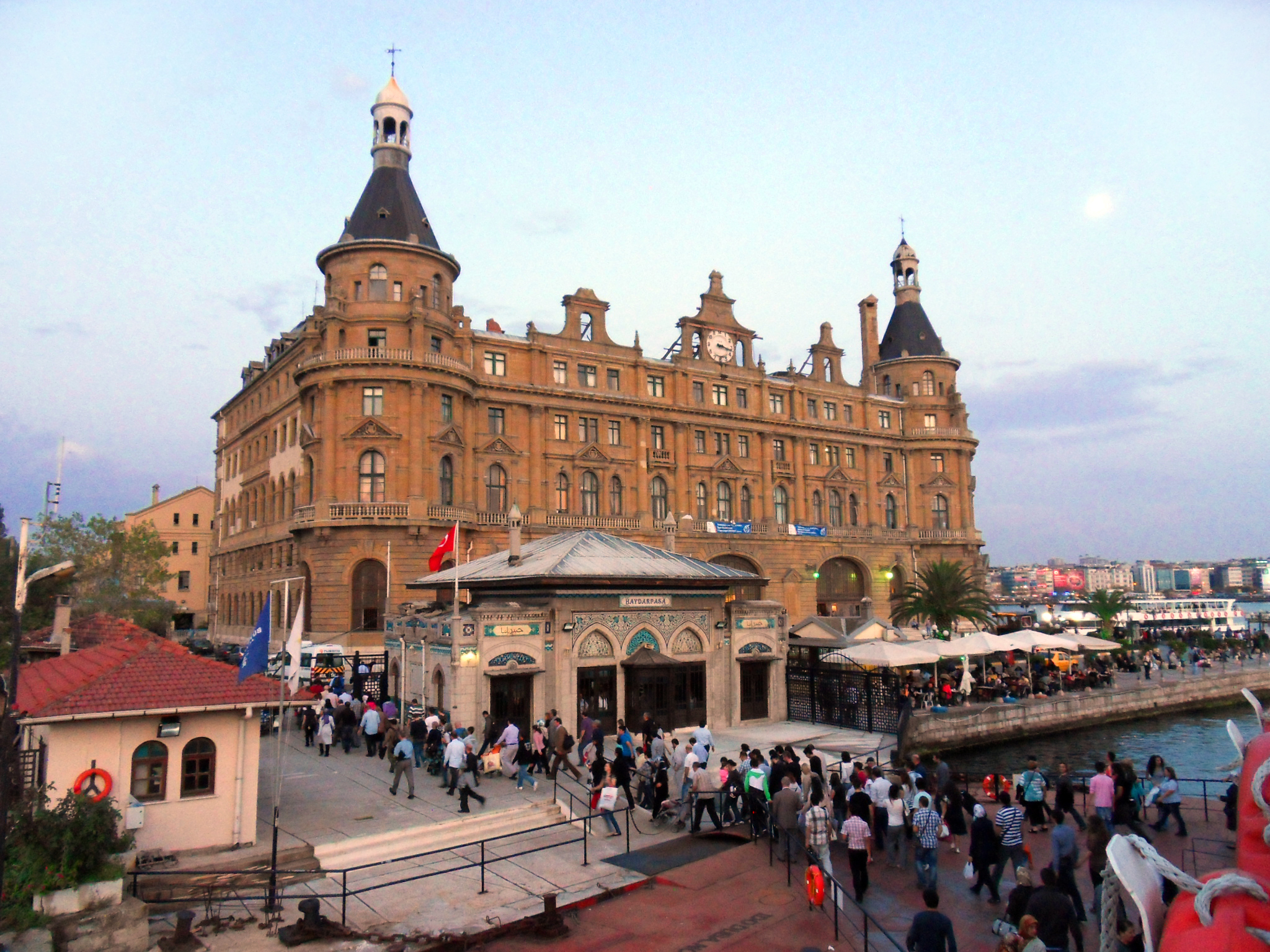
Terminal di Haydarpaşa dopo l'incendio che ne distrusse il tetto nel 2010.

Nel 1979 una petroliera in fiamme sul Bosforo danneggiò l'edificio del terminal, ma fu restaurato pochi mesi dopo. Il 28 novembre 2010 un incendio causato da incuria durante il restauro dell'edificio distrusse il tetto e il 4º piano dell'edificio del terminal. Tre persone furono condannate a dieci mesi di carcere per "aver provocato incautamente l'incendio".
Nel 2011 il World Monuments Fund, l'organizzazione per la conservazione del patrimonio con sede a New York, ha inserito il terminal ferroviario sul suo orologio del 2012, attirando l'attenzione sul futuro incerto del sito storico. Ci sono piani per trasformare l'edificio del terminal in un hotel di lusso. Nel novembre 2012 la stazione è stata sede di una mostra d'arte di tre giorni intitolata "Haydarpasa: Past, Present and Uncertain Future", organizzata in collaborazione con il WMF, e ha visto la partecipazione di artisti e fotografi canadesi e turchi, cercando di suscitare interesse internazionale nel preservare la stazione come un vivace snodo del trasporto pubblico. Nell'ottobre 2013 lo stesso evento artistico si è tenuto a Vienna, in Austria, anche sul tema della conservazione del patrimonio.

### Marmaray e lavori di ammodernamento

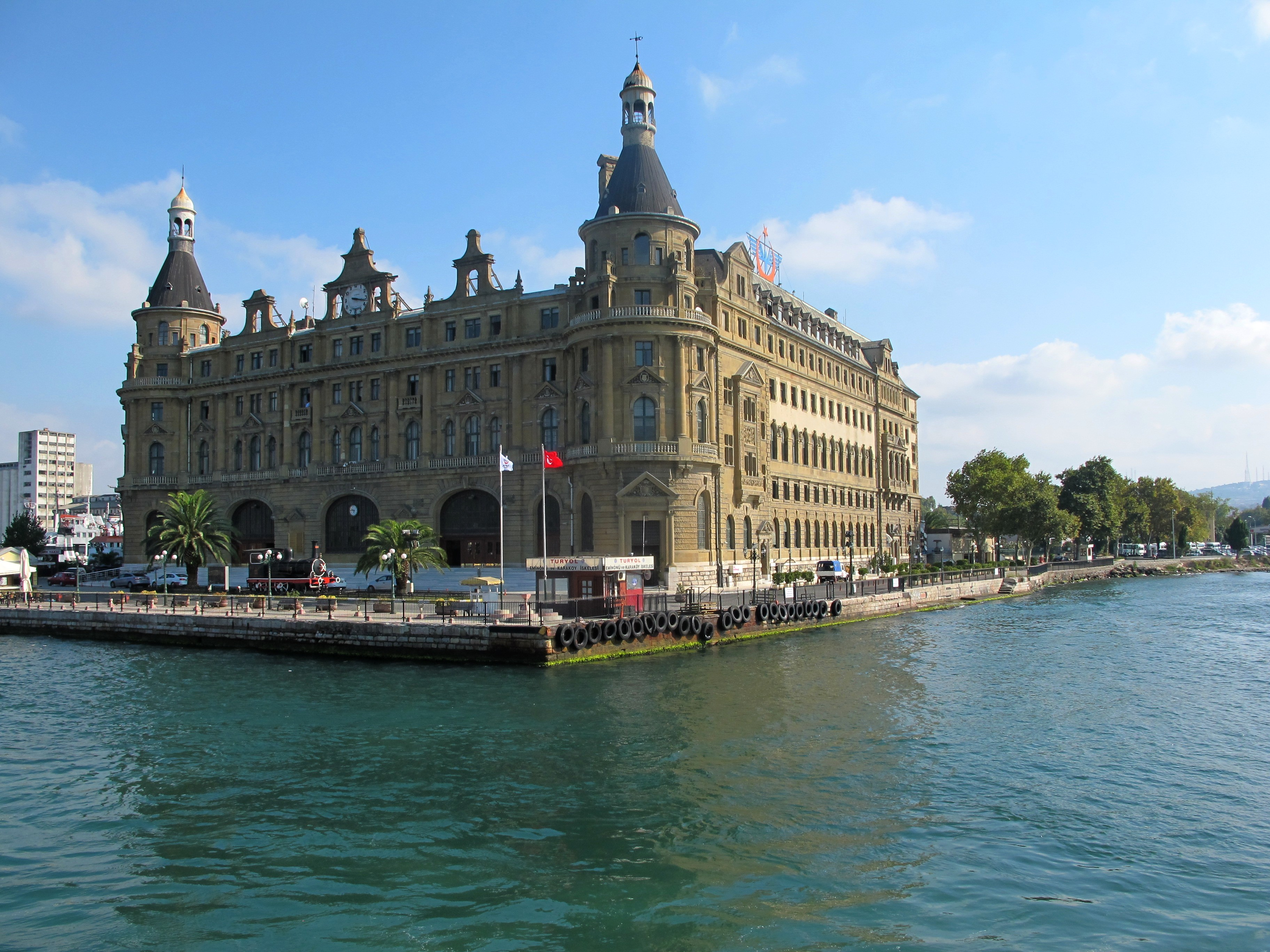
Terminal di Haydarpasa nel 2014.

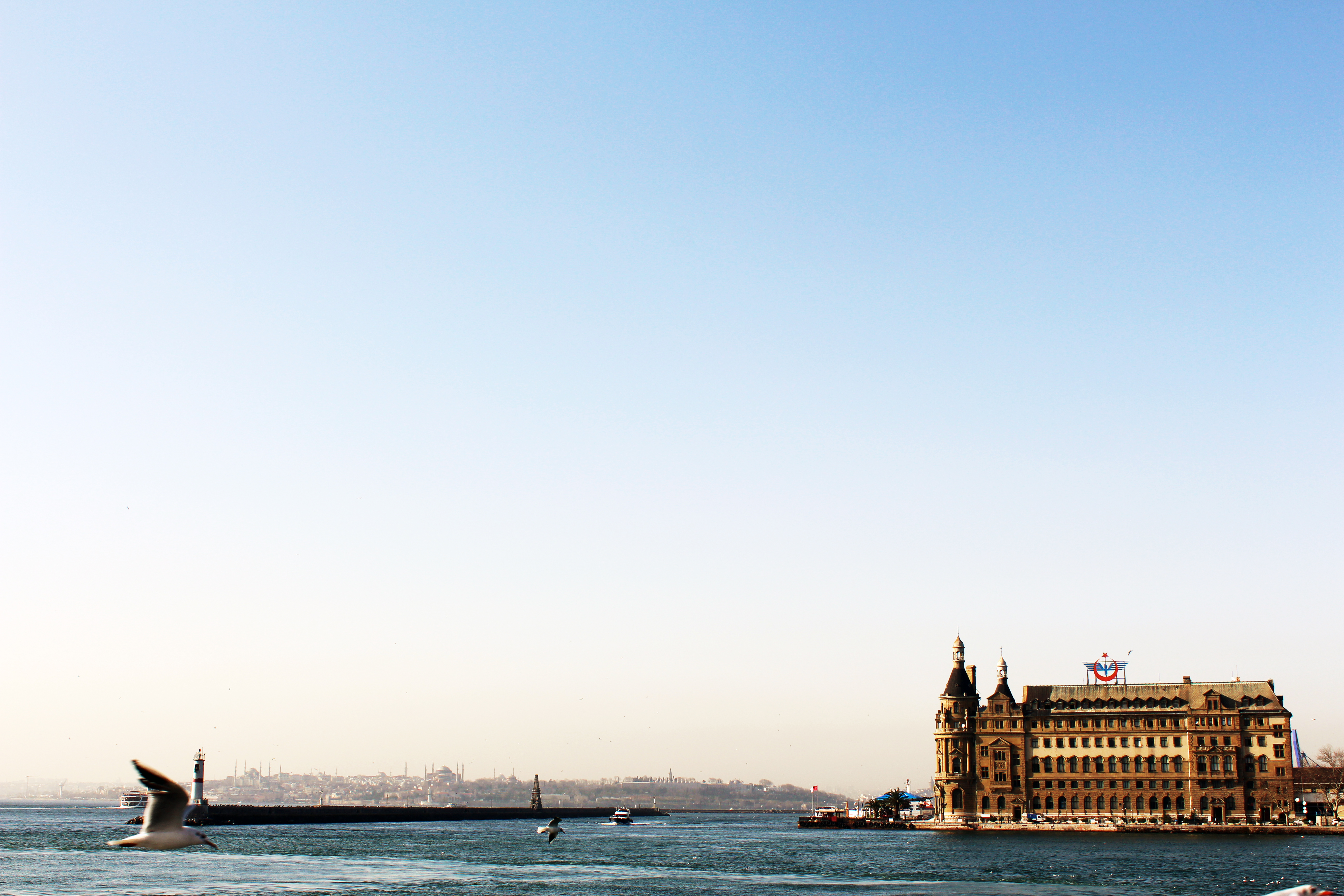
Terminal di Haydarpaşa e Punto Serraglio sul retro.

Il 2 febbraio 2012 il terminal ferroviario di Haydarpaşa fu temporaneamente chiuso ai treni a lunga percorrenza per almeno 30 mesi per consentire la costruzione della ferrovia ad alta velocità Istanbul-Ankara e il progetto di trasporto ferroviario Marmaray che collega le parti asiatica ed europea di Istanbul tramite una linea di treni pendolari sottomarini. Non ci saranno servizi ferroviari tra Istanbul e le destinazioni asiatiche della Turchia (con la sola eccezione della linea suburbana per Pendik, sobborgo 45 km a est di Istanbul). Nell'aprile 2012 il servizio pendolare per Gebze fu sospeso dopo Pendik. Infine, come annunciato dalle Ferrovie dello Stato turche, l'unico servizio ferroviario rimasto da Haydarpaşa, la linea suburbana a Pendik, venne chiuso il 19 giugno 2013 per almeno 24 mesi per lavori di miglioramento della linea.

### Archeologia
Nel 2018 sono stati trovati resti di una città costiera bizantina durante i lavori di restauro della stazione ferroviaria di Haydarapaşa. Inoltre, gli scavi hanno portato alla luce una fontana di epoca bizantina, un grande muro di fortificazione e una fornace per mattoni in ceramica.
Inoltre, durante gli scavi sono state scoperte decine di tombe. Nell'ottobre 2018, gli archeologi hanno trovato uno scheletro intatto, con sopra una collana profumata. Inoltre, nel campo sono state trovate monete e gioielli. Alcune monete erano così pulite che il loro periodo può essere facilmente visto. Le monete risalgono tra il 610-641 e il 527-565 d.C.
Inoltre, tra le banchine ferroviarie è stato dissotterrato un podio. Il podio, costituito da blocchi rettangolari tranciati, si ritiene risalga all'epoca ellenistica.

## Servizio
A causa della costruzione della ferrovia ad alta velocità Istanbul-Ankara e di Marmaray, i servizi ferroviari per Haydarpaşa sono stati sospesi.

## Luoghi limitrofi

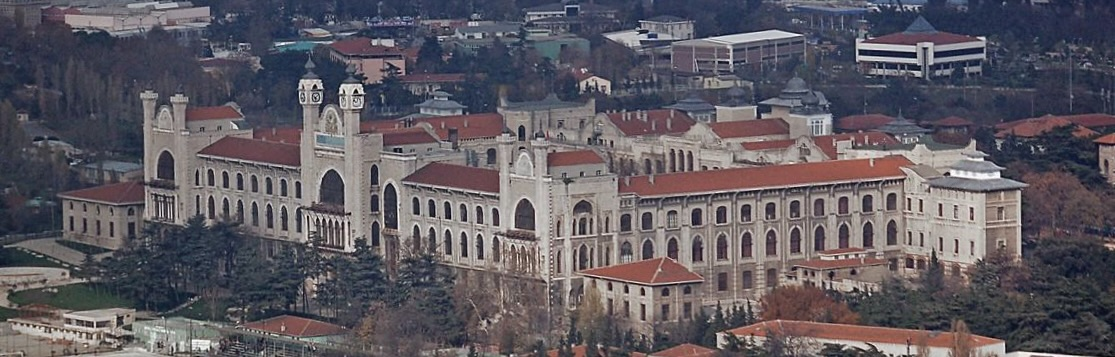
Il vicino campus di Haydarpaşa dell'Università di Marmara, originariamente costruito come Scuola di Medicina Imperiale e progettato da Alexandre Vallaury e Raimondo D'Aronco.

Ci sono tombe e monumenti nel cimitero di Haydarpaşa vicino all'ospedale militare, dedicato ai soldati britannici e del Commonwealth che persero la vita durante la guerra di Crimea (1854-1856) e durante le due guerre mondiali.
L'ala nord-ovest della caserma di Selimiye del XIX secolo, trasformata in ospedale militare durante la guerra di Crimea, era il luogo in cui la pioniera infermieristica Florence Nightingale si prendeva cura dei soldati britannici feriti e infetti. La sua stanza è oggi un museo e i suoi oggetti sono esposti per onorare la sua memoria. Il museo contiene anche altri oggetti che risalgono alla guerra di Crimea.
Gli edifici dell'ospedale Haydarpaşa Numune, dell'ospedale militare GATA, dell'ospedale Dr. Siyami Ersek e dell'attuale campus Haydarpaşa dell'Università di Marmara (l'ex scuola superiore Haydarpaşa, originariamente costruita come Mekteb-i Tıbbiye-i Şahane (Scuola Medica Imperialel) e progettati dagli architetti Alexandre Vallaury e Raimondo D'Aronco ) si trovano vicino al terminal.
Il porto di Haydarpaşa a nord è uno dei principali terminal container della Turchia.

## Collegamenti di trasporto pubblico
- Treno suburbano Haydarpaşa-Gebze
- Traghetto Kadıköy-Haydarpaşa-Karaköy
- Bus marittimo Haydarpaşa-Kabataş
- Treno-traghetto Terminal Haydarpaşa-Terminal Sirkeci